# SpeedRunners
SpeedRunners ist ein Multiplayer-Rennspiel, das von DoubleDutch Games entwickelt und von tinyBuild veröffentlicht wurde. Ursprünglich ein kostenloses Webbrowserspiel mit dem Titel SpeedRunner und später ein Xbox-360-Spiel mit dem Namen SpeedRunner HD auf der Xbox Live Arcade, wurde SpeedRunners am 26. August 2013 auf Steam im Early Access und am 19. April 2016 als Vollversion veröffentlicht. SpeedRunners wurde im Juni 2017 auf der Xbox One als Games-with-Gold-Titel veröffentlicht. Am 25. Februar 2019 erschien im australischen iTunes Store eine App für Beta-Tester der kostenlosen iOS-Version, die dann mit dem ersten Update am 28. März 2019 für alle veröffentlicht wurde. Am 23. Januar 2020 erschien das Spiel im Nintendo eShop für die Nintendo Switch. Im Juli 2015 wurde es von der Electronic Sports League als eSport anerkannt. Aufgrund der rückläufigen Aktivität wurde der Bereich SpeedRunners jedoch am 28. August 2016 mit dem letzten Community-Cup beendet.

## Gameplay
SpeedRunners wird als schneller Side-Scroller gespielt. Die Spieler konkurrieren miteinander, um ihre Gegner mit Enterhaken, Power-ups und interaktiven Umgebungen zu überholen. Der Bildschirm bewegt sich mit dem Spieler, der gerade an der Spitze steht. Wenn man weit genug vom Bildschirm zurückfällt, sterben die Spieler am Ende an den Spielern, die noch auf dem Bildschirm bleiben. Im Laufe des Spiels sammeln sie Erfahrung, die auf ihrer Leistung basiert. Wenn der Spieler genügend Erfahrungspunkte bekommt, steigt er auf ein höheres Level, wodurch neue Power-ups, Levels, Charaktere und Möglichkeiten, das Aussehen zu verändern, freigeschaltet werden.

## Rezeption
Alex Jones von Kotaku bezeichnete SpeedRunners als „wettbewerbsfähigen Multiplayer-Mario, den Nintendo hätte machen sollen“. Emanuel Maiberg von PC Gamer sagte, es sei eine „vollständig realisierte Idee“, mit Ausnahme von „gelegentlichen Fehlern und einigen groben Kunstobjekten“. Ben Barrett von Rock, Paper, Shotgun lobte die Einfachheit des Spiels.
SpeedRunners gewann den „Gamer’s Voice Award“ beim 2015 SXSW Gaming Award, 2014 den „Best Multiplayer Game Award“ von Indie DB und wurde bei den 2012 Dutch Game Awards für die Kategorie „Best PC/Console Game“ nominiert.